# Dipcadi susianum
Dipcadi susianum är en sparrisväxtart som först beskrevs av Nábelek, och fick sitt nu gällande namn av Per Erland Berg Wendelbo. Dipcadi susianum ingår i släktet Dipcadi och familjen sparrisväxter. Inga underarter finns listade i Catalogue of Life.